# José David Cabello
José David Cabello Rondón (Maturín, Estado Monagas, Venezuela, 11 de septiembre de 1969) es un político venezolano hermano de Diosdado Cabello. Fue nombrado Ministro de Infraestructura de Venezuela el 30 de junio de 2006 (D.N° 4639). En febrero de 2008 asumió la dirección del SENIAT, la agencia tributaria venezolana.  Anteriormente había sido titular de Conviasa (de abril a junio de 2006).

## Biografía
David Cabello es egresado de la academia militar venezolana y es licenciado en ciencias militares. Tuvo un accidente en un ejercicio militar siendo cadete en el cual perdió su mano.

## Carrera política
En 2004 fue designado Gerente General del Aeropuerto Internacional Maiquetía Simón Bolívar de Caracas y luego responsable de la empresa nacional de aviación Conviasa de abril a junio de 2006. Fue nombrado Ministro de Infraestructura el 30 de junio de 2006. En febrero de 2008, se convierte en el superintendente del Servicio Nacional Integrado de Administración Aduanera y Tributaria (SENIAT), la agencia tributaria venezolana, sucediendo a José Vielma Mora. El 27 de marzo de 2014, fue designado Ministro de Industrias en reemplazo de Wilmer Barrientos.

## Sanciones
El 18 de mayo de 2018 y dos días antes de las elecciones presidenciales de Venezuela de 2018, es sancionado por la Oficina de Control de Activos Extranjeros (OFAC) del Departamento del Tesoro de los Estados Unidos por actos de corrupción. La OFAC afirmó que David Cabello usaría su cargo en el SENIAT para extorsión y lavado de dinero.
Su hermano Diosdado Cabello y su esposa, Marleny Contreras también son blanco de sanciones. El secretario del Tesoro, Steven Mnuchin, dijo en un comunicado que el «El pueblo venezolano sufre de políticos corruptos que extienden su control sobre el poder mientras se llenan los bolsillos. Imponemos sanciones a personas como Diosdado Cabello que se aprovechen de su cargo oficial para dedicarse al narcotráfico, lavado de dinero, malversación de caudales públicos y otras actividades corruptas». José David Cabello responde a las sanciones estadounidenses calificándolas de “espectáculo”. El gobierno de Canadá también sancionó a David Cabello por haber participado en «actos significativos de corrupción o haber estado involucrado en graves violaciones de los derechos humanos».

## Vida personal
Su hermano Diosdado Cabello ha sido presidente de la Asamblea Nacional y vicepresidente del Partido Socialista Unido de Venezuela (PSUV). Su hermana Glenna Cabello se ha desempeñado como consejera de la Misión Permanente de Venezuela ante la Organización de las Naciones Unidas (ONU) y cónsul de Venezuela en París, Francia.